# トップフォース
トップフォースは、田宮模型（現・タミヤ）の1/10電動RCカーシリーズ第100作目を記念して発売された電動ラジオコントロールカー（RCカー）。
1991年11月26日発売、キット価格は21,000円。
1990年8月によみうりランドで行われた1/10電動オフロードカー全日本選手権に持ち込まれた試作車イグレス改の一般販売仕様であるマンタレイにFRP製のダブルデッキシャーシ、ボールデフなどを組み込んだ純レース仕様車。
翌年にはさらにオプションパーツを組み込んだ「トップフォースエボリューション」（後述）が発売された。

## メカニズム
- ボディ：ポリカーボネート製
- シャーシ構造：FRP板ダブルデッキ構造
- モーター：マブチRS-540SH付属
- サスペンション：ダブルウィッシュボーン、オイル封入式ダンパー装備
- タイヤ：スパイクパターン中空ラバータイヤ
- 駆動方式：シャフト駆動式四輪駆動

## トップフォースエボリューション
1992年6月16日発売　キット価格は38,000円。モーターは別売。
トップフォースに「カーボンファイバー製のシャーシ」「アルミ製のデフハウジング」「トルクスプリッター」等を組み込み、
全ての軸受けをボールベアリングに、ビスを全てチタン製、ナットを全てアルミ製に変更した上級モデル。

## 特徴

### 逆翼状のボディ形状
低くなったコクピット前から後方へ向かって逆翼状に反りあがっていく形状で、効果がどの程度あったのか定かではないがボディ全体で空力を意識したデザインとなっている。

### メンテナンス性の高さ
前後のギヤボックスはビスを数本外すだけでケースを空けることが出来るため、当時の他のモデルよりもギヤボックス内部の整備が容易だった。

### ベース車より重い車重
FRP板のダブルデッキ構造とするために金属のパーツを多用したことと、ボールデフのハウジングが鋳造の物であったため、ベース車のマンタレイよりも車重が重くなっている。ただし、重心はマンタレイより低く設定されており、イグレスなどアバンテ系と比較して総重量は多少軽いことから、性能的に問題があったわけではない。
デフハウジングに関してはエボリューションでアルミ製に換装され問題を解決している。

## ツーリングカーブーム到来（バギーブームの終焉）
1990年代初頭のF1ブームはラジコンカーにも波及し各社からF1カーのキットが発売されていたことと、あまりにも競技指向に先鋭化しすぎたために一般ユーザーが離れ始めていたため、トップフォースが発売された時点で既にバギーブームは下火になっていたが、ちょうど同時期に田宮模型から同じマンタレイのシャーシを原型とするTA01シャーシを採用したスカイラインGT-Rニスモが発売され、実車に忠実に再現されたボディや自分の愛車をラジコンで操縦できる事が相まって人気を博し、後のツーリングカーブームが始まることとなり、バギーブームは完全に終焉を迎えることとなった。

## 再発売までの経緯
ツーリングカーブームの到来によってオフロードカーの人気は無くなり、一部の熱心なユーザーによってカテゴリーは継続していくこととなる。
田宮模型も予定していた試作車TRF411Xの発売を中止し、オフロードカテゴリーのレース活動から撤退していたが、21世紀に入り、かつてほどではないにしろ再びオフロードカテゴリーに注目が集まると田宮模型から2004年にグラベルハウンド、ライジングストームという入門用の新型車が相次いで発売される。
同時にキッコーマンの焼酎の懸賞をきっかけとしてホーネットが再発売されたのを皮切りに、かつての人気車が再発売されることとなり、トップフォースも2005年12月にマイティフロッグやサンダーショット、マンタレイとほぼ同時期に限定で再発売された。

## 関連製品
- マンタレイ